# Ikki Sasaki
Ikki Sasaki (佐々木 一輝 Sasaki Ikki?, nacido el 19 de febrero de 1991 en Tokushima) es un futbolista japonés que se desempeña como centrocampista.

## Trayectoria

### Clubes
| Club             | País  | Año         |
| ---------------- | ----- | ----------- |
| Tokushima Vortis | Japón | 2013 - 2016 |
| Kataller Toyama  | Japón | 2017 -      |

## Estadística de carrera

### J. League
| Club             | Año   | J. League | J. League | Copa J. League | Copa J. League | Total | Total |
| Club             | Año   | Part.     | Goles     | Part.          | Goles          | Part. | Goles |
| ---------------- | ----- | --------- | --------- | -------------- | -------------- | ----- | ----- |
| Tokushima Vortis | 2013  | 3         | 0         | -              | -              | 3     | 0     |
| Tokushima Vortis | 2014  | 16        | 0         | 1              | 0              | 17    | 0     |
| Tokushima Vortis | 2015  | 4         | 0         | -              | -              | 4     | 0     |
| Tokushima Vortis | 2016  | 2         | 0         | -              | -              | 2     | 0     |
| Kataller Toyama  | 2017  | 23        | 5         | -              | -              | 23    | 5     |
| Total            | Total | 48        | 5         | 1              | 0              | 49    | 5     |